# Joachim Christoph von der Lühe
Joachim Christoph von der Lühe (18. december 1696 på Schulenberg – 23. september 1756 i Haderslev) var en dansk amtmand og broder til Adolph Andreas og Hartnack Otto von der Lühe.
Han fødtes 18. december 1696 på Schulenberg, trådte 1726 i dansk tjeneste som kammerjunker hos kronprinsen og udnævntes 1734 til hofmester for dennes svigerinde, enkefyrstinde Sophie Caroline af Ostfriesland. 1738 fik han Dannebrogsordenen, blev 1740 amtmand i Haderslev Amt og 1752 amtmand over Aabenraa og Løgumkloster Amt. Han døde ugift 23. september 1756 i Haderslev.